# Classe Mirnyy
Le unità appartenenti alla classe Mirnyy (progetto 833 secondo la classificazione russa) sono navi progettate per svolgere operazioni di intelligence.
Entrate in servizio negli anni sessanta, oggi sono state radiate.
La classificazione russa per queste navi è SSV (Sudno Suyazyy), ovvero vascello per comunicazioni.

## Tecnica ed utilizzo
La costruzione di queste navi è avvenuta presso il cantiere di Mykolaïv, oggi in Ucraina. Si tratta del risultato di una conversione di unità già esistenti. Infatti, l'ingresso in servizio risale al 1956-1963, ma la trasformazione per scopi militari è avvenuta nel biennio 1962-1964.
La dotazione elettronica di bordo era piuttosto diversa tra le varie unità. Infatti, se tutte e quattro le navi costruite avevano radar Don-2 per la navigazione, solo alcune montavano anche il radar da ricerca aerea Spin Trough.
Tutte le unità classe Mirnyy oggi sono state radiate.